# Сподње Јелење
Сподње Јелење (словен. Spodnje Jelenje) је насељено место у општини Литија, Засавска регија, Словенија.

## Историја
До територијалне реорганизације у Словенији било је у саставу старе општине Литија.

## Становништво
У попису становништва из 2011. године, Сподње Јелење је имало 33 становника.
| Број становника према пописима | Број становника према пописима | Број становника према пописима |
| ------------------------------ | ------------------------------ | ------------------------------ |
| 1991                           | 2002                           | 2011                           |
| 47                             | 30                             | 33                             |

Напомена: Године 1995. смањен за део насеља од којег је са издвојеним деловима насеља, Превале, Прежењске Њиве и Чепље формирано ново самостално насеље Бистрица.